# Banco Comercial da Maurícia
O Banco Comercial da Maurícia (em inglês: Mauritius Commercial Bank (MCB)) é um banco comercial em Maurícia. Era um dos bancos comerciais licenciados pelo Banco da Maurícia, o banco central do país e o regulador bancário do país. A sede do banco está localizada em Porto Luís, Maurício.

## Visão global
O Banco Comercial da Maurícia, fundado em 1838, é a maior e mais antiga instituição bancária das Ilhas Maurício. É também a instituição bancária mais antiga ao sul do Saara e um dos bancos mais antigos da Commonwealth que preservou seu nome original. A MCB possui uma rede local de 40 agências modernas e 150 caixas eletrônicos
A estrutura de participação do Grupo MCB traduz sua estratégia dupla: diversificação em serviços financeiros por meio de subsidiárias locais e empresas associadas e expansão regional por meio de suas subsidiárias no exterior. A MCB opera em Madagascar, Maldivas, Moçambique e Seychelles. O Grupo também consolidou sua presença na Réunion, Mayotte e Paris através da BFCOI, sua associada. A MCB abriu um escritório de representação em Joanesburgo, África do Sul em 2008. Além disso, o Grupo está envolvido ativamente no financiamento de projetos e comércio em vários países da região subsaariana, enquanto atua em outros mercados, como a Índia.

## História

### Primeiros anos
A história do Banco Comercial da Maurícia começou em 1º de setembro de 1838, quando o governador Sir William Nicolay proclamou a criação do La Banque Commerciale de l'îsle Maurice em Porto Luís. O banco foi uma iniciativa de um grupo de comerciantes da capital, liderado por James Blyth e William Hollier Griffiths, que queriam estabelecer uma alternativa ao Banco das Maurícias, que consideravam favoráveis aos plantadores da ilha. O banco iniciou suas atividades com um capital autorizado de 100.000 libras, cerca de 500.000 piastras, em instalações situadas na rue de Paris, posteriormente rue Desforges, agora rua Sir Seewoosagur.
Em 1839, a Rainha Vitória concedeu um Alvará Régio ao banco recém-criado sob o nome de The Mauritius Commercial Bank (MCB). O governo britânico renovou o título de vinte em vinte anos, até 18 de agosto de 1955, quando o Banco se tornou uma empresa de responsabilidade limitada.

### Os primeiros anos
A MCB encontrou inúmeras dificuldades em seus primeiros cem anos. A MCB abriu sua primeira filial em Curepipe, no centro da ilha, em 1920. Não abriu outra filial até depois da Segunda Guerra Mundial.

### Crescimento pós-guerra
Em 1949, o Lloyds Bank tornou-se acionista. Em 1955, a MCB tornou-se uma sociedade de responsabilidade limitada. Nesse momento, o MCB se tornou o primeiro banco a estabelecer agências em locais rurais: Mahébourg em 1955, Flacq em 1958, Triolet em 1959 e Goodlands em 1963. Outros ramos seguiram. Em 1960, o banco MCB mudou-se para a localização atual de sua sede na Sir William Newton Street (na época, Rue de l'Eglise). A Maurícia alcançou a sua independência em 1968.

### Um líder regional
A MCB iniciou sua expansão internacional em 1991, quando abriu escritórios de representação em Paris e Antananarivo, Madagascar. Juntamente com o Crédit Lyonnais (40%) e o Banque de la Réunion (uma subsidiária do Crédit Lyonnais-25%), a MCB (35%) estabeleceu o Banque Internationale Des Mascareignes, uma unidade offshore com sede nas Maurícias (Em 1998, o Crédit Lyonnais confirmou a transferência para a Caisse d'Épargne Provence-Alpes-Corse (CEPAC) de suas ações restantes (25,5%) no Banque internationale des Mascareignes). No ano seguinte, a MCB tornou-se acionista majoritária do Banque Française Commerciale Océan Indien (BFCOI), registrado na França, com o proprietário anterior, Banque Indosuez, mantendo uma participação. A BFCOI tinha filiais na Ilha da Reunião (9), Mayotte (4) e Seychelles (1), e uma sede em Paris. A MCB também estabeleceu o Union Commercial Bank em Antananarivo. Os acionistas originais eram MCB (70%), Standard Bank Investment Corporation Ltd (10%), BFCOI (10%), FIARO (5%) e Société Manofi (5%). Em 2000, a participação acionária da MCB havia aumentado para 79%. Atualmente, o banco possui três agências. Então, em 1992, a MCB converteu seu escritório de representação em Paris em uma filial.
Em 1999, a MCB estabeleceu a União Comercial De Bancos (Moçambique) em Maputo, Moçambique, em parceria com a BFCOI e a Proparco. Em 2000, a participação da MCB era de 76%, uma vez que havia comprado a participação de 18,75% da Proparco. No ano seguinte, a MCB adquiriu a participação minoritária Crédit Agricole Indosuez, mantida na BFCOI, aumentando sua participação em 22,22% para 88,88%. Isso ocorreu após a aquisição do Banque Indosuez pelo Crédit Agricole Group, que, por sua vez, tinha operações na Reunião e em Mayotte em concorrência direta com o BFCOI.
A MCB adquiriu a participação minoritária Crédit Agricole Indosuez, detida na BFCOI, aumentando sua própria participação em 22,22% para 88,88%. Isso ocorreu após a aquisição do Banque Indosuez pelo Crédit Agricole Group, que, por sua vez, tinha operações na Reunião e em Mayotte em concorrência direta com o BFCOI.
Em 2003, a MCB e a Société Générale concordaram em dividir a propriedade da BFCOI. No entanto, o acordo não incluiu as operações da BFCOI nas Seychelles. A MCB, portanto, incorporou uma nova subsidiária integral, Banco Comercial da Maurícia (Seychelles) – MCB Seychelles – para assumir as operações da BFCOI lá.

### Reorganização do grupo
Desde sua expansão regional, a MCB operava como um banco licenciado e uma holding. Em 2013, a MCB embarcou em uma reorganização que buscava separar as operações bancárias e não bancárias e aumentar o capital para se posicionar para um crescimento futuro. A reestruturação foi a seguinte:
- O MCB Group Limited foi incorporado para ser a melhor holding do grupo.
- Os acionistas da MCB trocaram suas ações MCB por ações do Grupo MCB na proporção de 1:1. Essas ações foram listadas no SEM.
- A MCB Investment Holding Ltd (MCBIH) foi então incorporada para atuar como holding intermediária de todos os investimentos bancários do Grupo.
- Todo o estoque da MCB foi transferido do Grupo MCB para o MCBIH em troca de ações.
- As subsidiárias bancárias detidas pela MCB foram então desagregadas pelo MCBIH, enquanto as subsidiárias não bancárias e os investimentos foram desagregados pelo Grupo MCB.

No final da reorganização, a MCB permaneceu um banco comercial sem subsidiárias, enquanto a estrutura do Grupo MCB operava sob três grupos, ou seja:
1. Bancário
2. Financeiro não-bancário
3. Outros investimentos

## Propriedade
As ações da MCB foram listadas na Bolsa de Valores das Maurícias de 1989 a 5 de abril de 2014, quando foram substituídas pelas do Grupo MCB. O Banco Comercial da Maurícia é atualmente uma subsidiária integral do Grupo MCB.

## Governança
A Banco Comercial da Maurícia é governada por um Conselho de Administração de oito pessoas, com J. Gérard HARDY atuando como Presidente do conselho e Pierre Guy NOEL como CEO.

## Classificações da Moody's
- Depósito em Moeda Estrangeira Baa1/P-2
- Emissor em Moeda Estrangeira Baa1
- Depósito Global em Moeda Local Baa1/P-2
- Solidez Financeira dos Bancos D+
- Dívida Sênior NSR - Programa MTN (moeda estrangeira)
- Dívida Subordinada NSR - Programa MTN (moeda estrangeira)

## Controvérsia: Banco Comercial da Maurícia / Escândalo do Fundo Nacional de Pensões
No início de fevereiro de 2003, Amina Rojoa, a contadora responsável pelas contas de depósito do Fundo Nacional de Pensões (FNP), informou o Primeiro Ministro Sir Anerood Jugnauth que os depósitos do FNP no MCB não podiam ser rastreados. Em 14 de fevereiro de 2003, conhecido posteriormente como "Black Friday" do MCB, o Banco Comercial da Maurícia anunciou em um comunicado à imprensa que havia descoberto uma fraude em larga escala que resultou na apropriação indevida de mais de Rps. 600 m. entre 1991 e 2002. A fraude teria sido cometida por um dos gerentes seniores do banco, Robert Lesage. Ele foi acusado de "capturar fundos fraudulentamente pertencentes ao MCB" e "adulterar as contas dos clientes. O MCB iniciou um processo nas Maurícias contra Lesage e trinta e sete réus. Os mais importantes envolvidos foram:
Sea Rock Paradise Ltd (1989): O casal Ha Yeung compra ações da Masilamani e Veemlah Veerasamy.
- Angel Beach Resorts Ltd (1987): acionistas de mulheres de Teeren Appasamy, Dev Manraj e Donald Ha Yeung a partir de 1997. Diretores de Teeren Appasamy e Marc Daruty de Grandpré desde agosto de 2001.
- Belle Beach Ltd: Teeren Appasamy, diretor único.
- Handsome Investment Ltd (1991): Acionistas: Donald Ha Yeung e Sra. Pit Ho Wong Ching Hwai.
- Quartet Development Co Ltd (1986): Primeiros acionistas: Alain Richard Voon, Donald Ha Yeung, Prithiniah Geerjanand e Hurkissoon Rambaruth. Geerjanand Khoosman e Sudarshan Bhadain em 1990. Este último alegou que, sem seu conhecimento, as ações no Quarteto foram colocadas em seu nome enquanto ele era estudante e ao qual nunca consentiu.
- Magarian Cie Ltd (1988): Bhardooaz Babeedin e Deochand Nundloll, acionistas. Em 1994, Donald Ha Yeung ingressa.
- Advance Engineering Ltd (1988): Acionistas: Narainsamy Sadien, Sudeshj Dawoodharry e Danesh Sampathlall.
A Comissão Independente Contra a Corrupção (em inglês: Independent Commission Against Corruption (ICAC)) acusou o contador da FNP, Rojoa, de conspiração com Lesage. Acusada de apropriação indébita e lavagem de dinheiro, Lesage envolveu dois altos gerentes do MCB. Mais tarde, ele recebeu imunidade da ICAC. Foram feitas tentativas para contestar a imunidade, uma vez que não havia sido concedida ou confirmada pelo Diretor do Ministério Público. No decorrer da investigação, a ICAC identificou o principal beneficiário como o empresário maurício de Londres, Teeren Appassamy. O dinheiro foi creditado em contas de dez empresas e cinco pessoas, incluindo Appassamy, o suposto vigarista mestre. Eles são Ravi Ramdewar, seu advogado; ex-funcionário público e consultor do Banco Comercial da Maurícia, Dev Manraj, diretor de suas empresas; o economista Donald Ha Yeung, seu agente; e seu irmão, Tamby Appasamy. Eles, assim como os principais gerentes da MCB, foram cobrados provisoriamente.
Teeren Appasamy apontou o gerente geral da MCB, Pierre-Guy Noël, como o banqueiro com quem ele negociava. O último foi acusado de “conspirar voluntariamente e criminalmente com Robert Lesage e Teeren Appasamy para se envolver em várias transações envolvendo um montante de 36 milhões de rupias”. Mais tarde, essa acusação foi descartada por um detalhe técnico. O gerente geral assistente da MCB, Philippe A. Forget, foi acusado de "não reportar uma transação suspeita" como gerente de arquivos de duas empresas da Teeren Appasamy. Philippe Forget, também acionista majoritário do importante jornal L'Express (Maurício), foi preso e libertado sob fiança. As acusações contra Forget acabaram sendo alteradas e depois eliminadas.
A ação de fraude foi logo seguida por uma reclamação da MCB nas Maurícias contra a Mauritius Union Assurance (MUA) sob suas apólices de seguro. A MUA, por sua vez, reclamou contra suas resseguradoras, a Dornoch Ltd. e outras. Em 19 de janeiro de 2005, as resseguradoras rejeitaram a reivindicação da MUA por causa de distorção negligente, não divulgação e engano. Posteriormente, eles processaram a MUA e a MCB. As alegações de falsas declarações feitas contra o MUA e o MCB foram "baseadas em respostas dadas no formulário de proposta de política de banqueiros do Lloyds, assinado por oficiais do MCB, no sentido de que se tratava de um negócio bancário ortodoxo bem administrado, quando na verdade não era nada disso". A MUA e a MCB recorreram da Suprema Corte do Reino Unido, e sua apelação foi negada.
Em março de 2005, um relatório da NTan Advisory Corporate (Cingapura) foi publicado no Le Mauricien. O relatório encomendado pelo Banco da Maurícia descreveu práticas bancárias ilegais no Banco Comercial da Maurícia.
Em outubro de 2008, depois de analisar as evidências reunidas pelo ICAC, o diretor do Ministério Público, Gérard Angoh, decidiu não reter acusações criminais contra Lesage.
Em setembro de 2009, o ICAC iniciou uma ação criminal contra o Banco Comercial da Maurícia, como uma entidade corporativa representada por Pierre-Guy Noël. A MCB foi incumbido de "deliberadamente, ilegal e criminalmente deixar de tomar as medidas razoavelmente necessárias, a saber: implementação de sistemas e procedimentos de controle interno adequados, para garantir que os serviços oferecidos por ela, ou seja: em relação às contas de depósito fixas mantidas em nome do Fundo Nacional de Pensões, não podiam ser usadas por uma pessoa para facilitar a prática de um crime de lavagem de dinheiro.
Em 30 de junho de 2010, na ação civil movida pela MCB contra Lesage e outros, os juízes Paul Lam Shang Leen e Nirmala Devat, da Divisão Comercial da Suprema Corte, descobriram que não se podia acreditar em Lesage e o responsabilizavam pelos Rs 880. milhões de fraudes no MCB. Os juízes ordenaram que ele devolvesse Rs 436 milhões ao banco. O co-réu e beneficiário final da fraude, Teeren Appasamy, foi condenado pelo Tribunal a pagar ao banco uma quantia de 305 milhões de rupias. Donald Ha Yeung, foi exonerado de toda a culpa pelos juízes. Lesage apelou ao Supremo Tribunal da Maurícia, mas seu recurso foi negado por um detalhe técnico. Ele então recorreu diretamente ao Comitê Judiciário do Conselho Privado em Londres, Reino Unido, o mais alto tribunal de apelação. Em 20 de dezembro de 2012, Lord Kerr e outros quatro senhores da lei permitiram o recurso de Lesage, anulando a decisão da Suprema Corte das Maurícias e ordenando um novo julgamento "livre da mancha de injustiça e preconceito" perante um tribunal de constituição diferente.
Os juízes Paul Lam Shang Leen e Nirmala Devat, da Divisão Comercial da Suprema Corte, também descobriram que "essas empresas de fachada nada mais eram do que o seu tubo de conduto e as transações realizadas sem o conhecimento daqueles que no papel eram acionistas ou diretores. Essas empresas eram simplesmente o instrumento/fachada para permitir que o Mr. T. Appasamy obtivesse enormes quantias de Mr. Lesage. Como pode ser obtido com as evidências do Sr. PG Noel, a maioria, senão todas as verbas, que chegaram às empresas de fachada, foram praticamente direcionadas para as várias contas do Sr. T. Appasamyy ou para seus benefícios".
As audiências no caso ICAC x MCB começaram em 26 de setembro de 2011.